# Into the Sun (1992)
Into the Sun is een Amerikaanse film uit 1992 onder regie van Fritz Kiersch.

## Verhaal
Pilot Paul Watkins is actief in het Middellandse Zeegebied tijdens een conflict met een Arabisch land. Ondertussen moet hij de bekende acteur Tom Slade opleiden voor zijn volgende film die over gevechtspiloten gaat. Tijdens een vlucht met de acteur wordt een patrouille met collega's onder vuur genomen. Hij mengt zich in het gevecht maar wordt neergehaald boven vijandelijk gebied. Ze worden gevangengenomen maar kunnen ontsnappen.

## Rolverdeling
| Acteur               | Personage                  |
| -------------------- | -------------------------- |
| Anthony Michael Hall | Tom Slade                  |
| Michael Paré         | Kapitein Paul Watkins      |
| Deborah Moore        | Majoor Goode               |
| Terry Kiser          | Mitchell Burton            |
| Brian Haley          | Luitenant DeCarlo          |
| Michael St. Gerard   | Luitenant Wolf             |
| Linden Ashby         | Dragon                     |
| Jack Heller          | Commandant                 |
| Hunter von Leer      | Luitenant-kolonel Reynolds |